# Вишнёвое (село, Севастополь)
Вишнёвое (до 1945 года Эски́-Эли́; укр. Вишневе, крымскотат. Eski Eli, Эски Эли) — село в Нахимовском районе города федерального значения Севастополя, входит в Качинский муниципальный округ (согласно административно-территориальному делению Украины — Качинского поссовета Нахимовского района Севастопольского горсовета).

## Население
| 2001 | 2014 |
| ---- | ---- |
| 775  | ↘747 |

Численность населения по данным переписи населения по состоянию на 14 октября 2014 года составила 747 человек.

### Динамика численности населения
| - 1805 год — 78 чел. - 1864 год — 114 чел. - 1886 год — 172 чел. - 1889 год — 249 чел. - 1892 год — 207 чел. - 1902 год — 209 чел. - 1915 год — 420/27 чел. - 1926 год — 454 чел. | - 1939 год — 677 чел. - 1989 год — 669 чел. - 1995 год — 784 чел. - 2001 год — 775 чел. - 2009 год — 807 чел. - 2014 год — 747 чел. |

## Современное состояние
Площадь села 113,5 гектаров. В селе действует храм иконы Божией Матери «Казанская», село связано автобусным сообщением с Севастополем, Симферополем, Бахчисараем и соседними населёнными пунктами.

## География
Вишнёвое расположено в северной части территории горсовета, в нижнем течении реки Качи, высота центра села над уровнем моря 15 м. Транспортное сообщение осуществляется по региональной автодороге 67К-13 Бахчисарай — Орловка (по украинской классификации — Т-2701), расстояние до Севастополя около 15 км (Бартеньевка, Северная сторона). Соседние населённые пункты — Орловка в 1 км на запад и Суворово Бахчисарайского района — в 1,5 км восточнее.

## История
Первое документальное упоминание села встречается в Камеральном Описании Крыма… 1784 года, судя по которому, в последний период Крымского ханства Искеля входил в Качи Беш Паресы кадылык Бахчисарайского каймаканства. После присоединения Крыма к России (8) 19 апреля 1783 года, (8) 19 февраля 1784 года, именным указом Екатерины II сенату, на территории бывшего Крымского Ханства была образована Таврическая область и деревня была приписана к Симферопольскому уезду. С началом Русско-турецкой войной 1787—1791 годов, весной 1788 года производилось выселение крымских татар из прибрежных селений качинской долины во внутренние районы полуострова, в том числе и из Эски-эли. В конце войны, 14 августа 1791 года всем было разрешено вернуться на место прежнего жительства. После Павловских реформ, с 1796 по 1802 год, входила в Акмечетский уезд Новороссийской губернии. По новому административному делению, после создания 8 (20) октября 1802 года Таврической губернии, Эски-Эли был включён в состав Актачинской волости Симферопольского уезда.
По Ведомости о всех селениях в Симферопольском уезде состоящих с показанием в которой волости сколько числом дворов и душ… от 9 октября 1805 года, в деревне Эски-эль числилось 18 дворов и 78 жителей, исключительно крымских татар. На военно-топографической карте генерал-майора Мухина 1817 года деревня Ескель обозначена с 15 двором. После реформы волостного деления 1829 года Эскель, согласно «Ведомости о казённых волостях Таврической губернии 1829 года», передали из Актачинской волости в состав Дуванкойской. На карте 1836 года в деревне Эски-Эль 27 дворов, как и на карте 1842 года.
В 1860-х годах, после земской реформы Александра II, деревня осталась в составе преобразованной Дуванкойской волости. Согласно «Списку населённых мест Таврической губернии по сведениям 1864 года», составленному по результатам VIII ревизии 1864 года, Эскель — владельческая татарская деревня, с владельческими дачами, с 34 дворами, 114 жителями и мечетью при реке Каче. На трёхверстовой карте Шуберта 1865—1876 года в деревне обозначено 38 дворов. На 1886 год в деревне Эскель, согласно справочнику «Волости и важнѣйшія селенія Европейской Россіи», проживало 172 человека в 40 домохозяйствах, действовали мечеть и лавка. В «Памятной книге Таврической губернии 1889 года» по результатам Х ревизии 1887 года записан Эскель, с 50 дворами и 249 жителями. На верстовой карте 1889—1890 года в деревне обозначено 45 дворов с татарским населением.
После земской реформы 1890-х годов деревня осталась в составе преобразованной Дуванкойской волости. Согласно «…Памятной книжке Таврической губернии на 1892 год», в деревне Эскель, входившей в Калымтайское сельское общество, числилось 207 жителей в 43 домохозяйствах, владевшие 400 десятинами земли. По «…Памятной книжке Таврической губернии на 1902 год» в деревне Эскель, входившей в Калымтайское сельское общество, числилось 209 жителей в 31 домохозяйстве. В 1908 году в деревне было начато строительство мектеба. По Статистическому справочнику Таврической губернии. Ч.II-я. Статистический очерк, выпуск шестой Симферопольский уезд, 1915 год, в деревне Эскель Дуванкойской волости Симферопольского уезда числилось 44 двора с татарским населением в количестве 420 человек приписных жителей и 27 — «посторонних», из которых 248 мужчин и 199 женщин. Жители владели 463 десятинами удобной земли. В хозяйствах имелось 65 лошадей, 18 волов, 37 коров и 210 овец. Также к селению были приписаны 2 хутора и 6 частных садов.

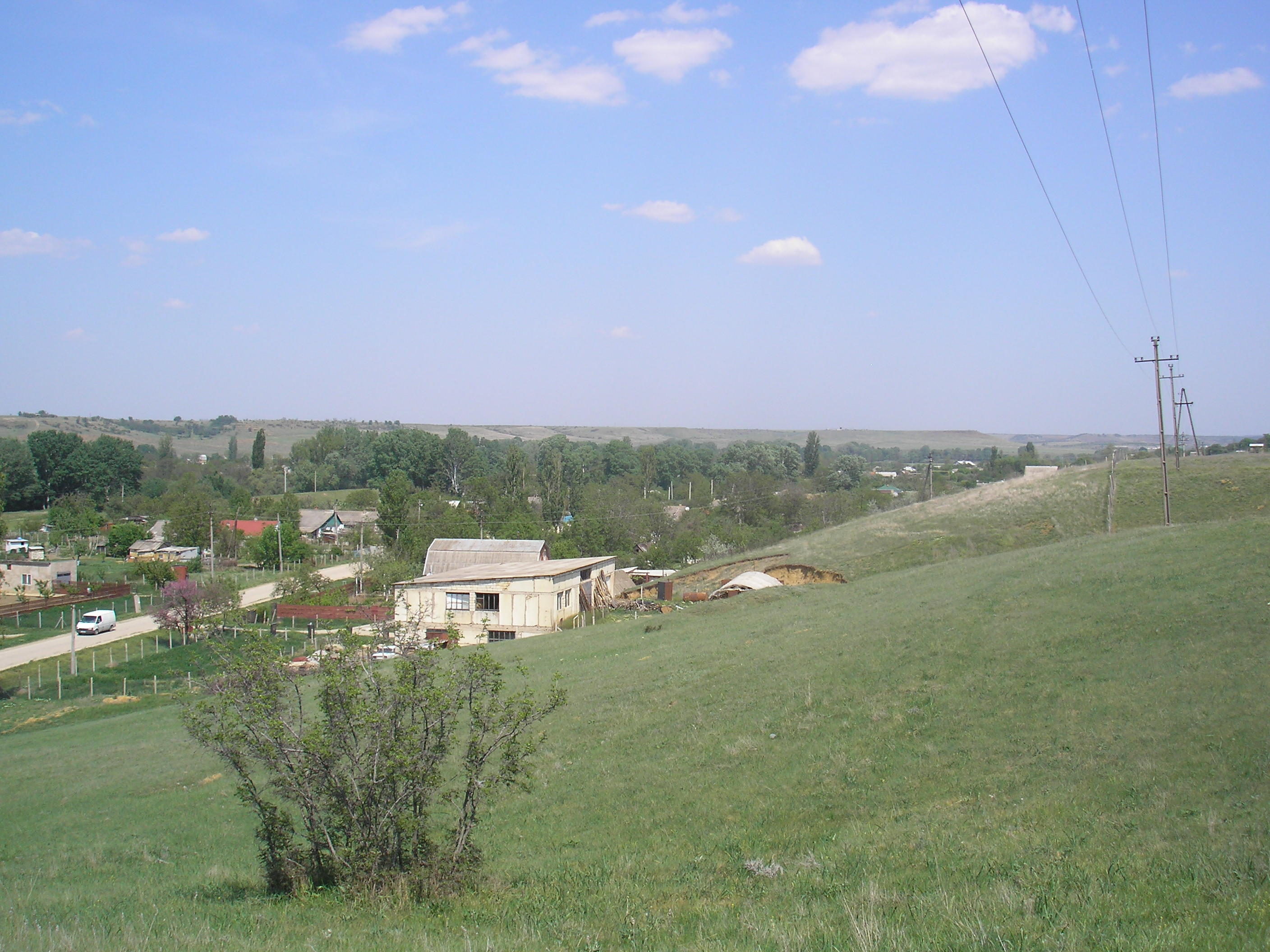

После установления в Крыму Советской власти, по постановлению Крымревкома от 8 января 1921 года была упразднена волостная система и село вошло в состав Бахчисарайского района Симферопольского уезда, а в 1922 году уезды получили название округов. 11 октября 1923 года, согласно постановлению ВЦИК, в административное деление Крымской АССР были внесены изменения, в результате которых округа были отменены и основной административной единицей стал Бахчисарайский район и село включили в его состав. Согласно Списку населённых пунктов Крымской АССР по Всесоюзной переписи 17 декабря 1926 года, в селе Эски-Эли, центре Эски-Эльского сельсовета Бахчисарайского района, числилось 115 дворов, из них 114 крестьянских, население составляло 454 человека (210 мужчин и 244 женщины). В национальном отношении учтено 408 татарина, 36 русских и 10 греков, 1 записан в графе «прочие», действовала татарская школа. По данным всесоюзной переписи 1939 года в селе проживало 677 человек.
В 1941 году началась война, 22 декабря 1941 года фашисты заняли село. К вечеру 14 aпреля 1944 года 22-й гвардейский танковый полк Приморской армии освободил село. А уже 18 мая, согласно Постановлению ГКО № 5859 от 11 мая 1944 года, уцелевшие крымские татары из Эски-Эли были депортированы в Среднюю Азию. 12 августа 1944 года было принято постановление № ГОКО-6372с «О переселении колхозников в районы Крыма» по которому в район планировалось переселить 6000 колхозников и в сентябре 1944 года в район приехали первые новосёлы (2146 семей) из Орловской и Брянской областей РСФСР, а в начале 1950-х годов последовала вторая волна переселенцев из различных областей Украины. Указом Президиума Верховного Совета РСФСР от 21 августа 1945 года Эски-Эли был переименован в Вишнёвое и Эски-Эльский сельсовет — в Вишнёвский. С 25 июня 1946 года Вишнёвое в составе Крымской области РСФСР, а 26 апреля 1954 года Крымская область была передана из состава РСФСР в состав УССР. Время упразднения сельсовета пока точно не установлено: на 15 июня 1960 года село числилось в составе Тенистовском совета. 15 февраля 1965 года село передано в состав Севастопольского горсовета. По данным переписи 1989 года в селе проживало 669 человек. С 21 марта 2014 года — в составе города федерального значения Севастополя России.